# Thalatha psorallina
Thalatha psorallina là một loài bướm đêm trong họ Noctuidae.